# Deyvison Denílson de Sousa Bessas
Deyvison Denílson de Sousa Bessas, noto semplicemente come Deyvison (Araújos, 18 ottobre 1988), è un ex calciatore brasiliano, di ruolo difensore.

## Palmarès

### Club

#### Competizioni nazionali
- Segunda Liga: 1

Tondela: 2014-2015